# Église Sainte-Anne de Saint-Benoît

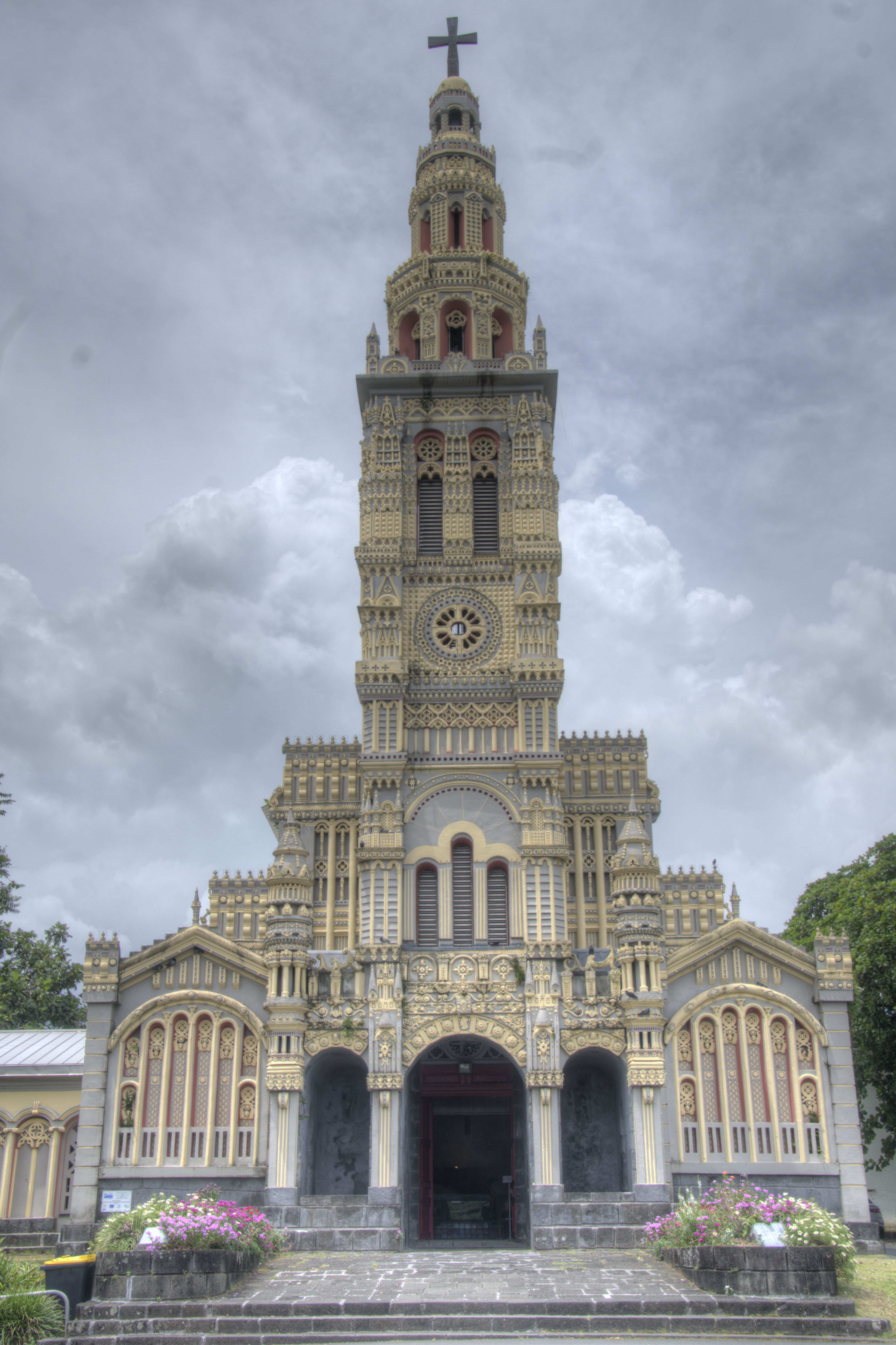
L'église Sainte-Anne, à Sainte-Anne

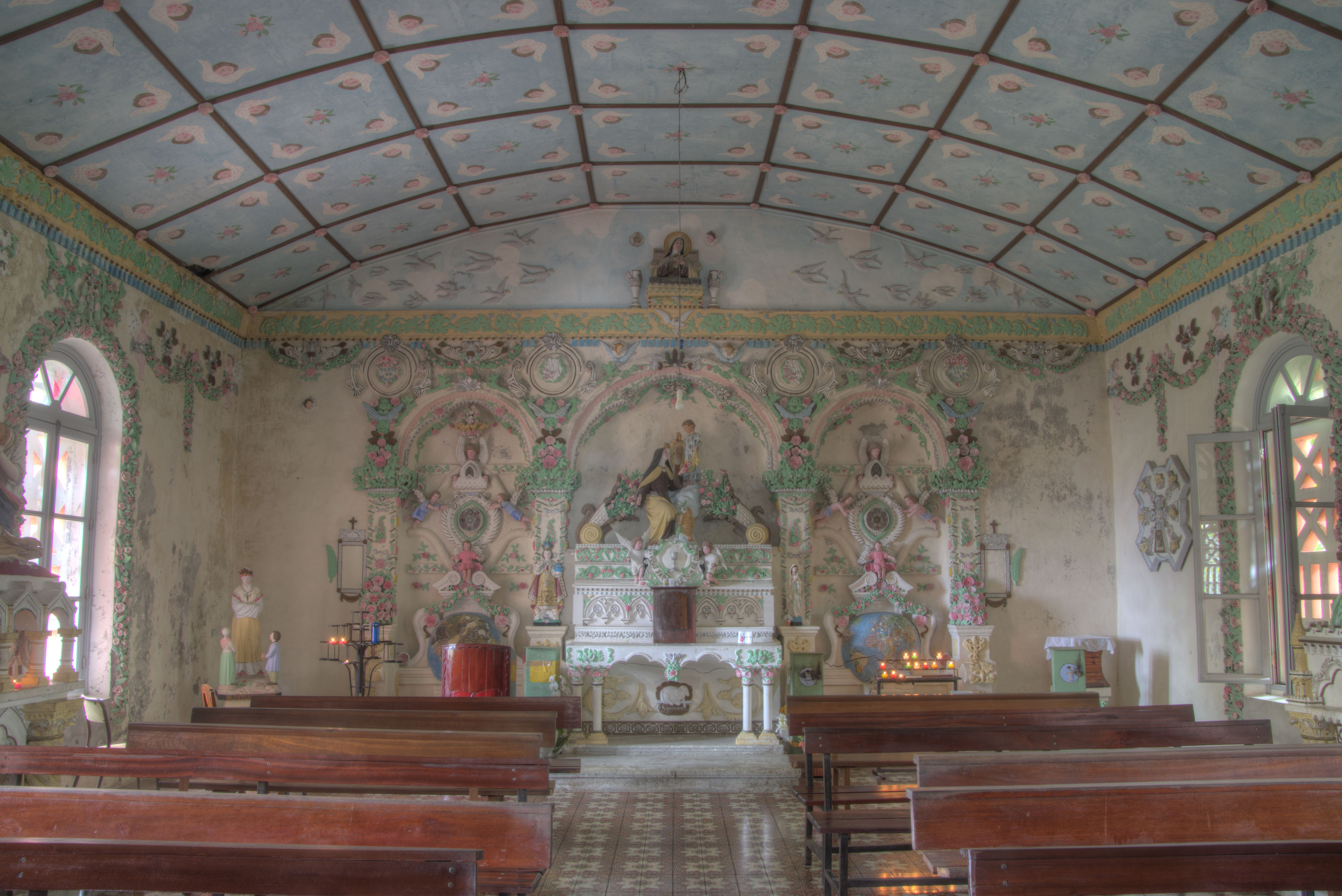
Chapelle Sainte Thérèse (Église Sainte-Anne - La Réunion)

Pour les articles homonymes, voir Église Sainte-Anne.
L'église Sainte-Anne est une église catholique de l'île de La Réunion, département d'outre-mer français dans le sud-ouest de l'océan Indien. Située sur le territoire de la commune de Saint-Benoît, elle constitue l'édifice le plus remarquable du village de Sainte-Anne (d'où sa classification aux Monuments historiques). Elle a notamment servi de décor au film de François Truffaut La Sirène du Mississipi. Cette église fait l'objet d'un classement au titre des monuments historiques depuis le 11 octobre 1982,.